# Nikolaï Fiodorovitch Plaoutine
 (décembre 2021).
Le contenu est difficilement compréhensible vu les erreurs de traduction, qui sont peut-être dues à l'utilisation d'un logiciel de traduction automatique.
Pour l’article homonyme, voir Adrien Plautin.
Nikolaï Fiodorovitch Plaoutine, (en russe : Николай Фёдорович Плаутин) né le 13 janvier 1794 et mort le 24 décembre 1866, est un commandant et homme d'État de l'Empire russe; général de cavalerie (1856), adjudant général (1849), membre du Conseil d'État (depuis 1862), réformateur militaire (1856-1862); Chevalier de tous les ordres russes; superviseur immédiat du service de M. Lermontov (1839-1840).

## Biographie
Il est né le 13 janvier 1794 dans le village de Pistsovo, district Loukhovski de la province de Kostroma (aujourd'hui Pissovo, district de Vichugsky, région d'Ivanovo); Il a été élevé à la pension noble de l'Université de Moscou.
Ses parents sont le colonel de la garnison de Smolensk, Fedor Sergueïevitch Plaoutine (1732-1807), et Anna Grigorievna Bardakova (1763-1847). Il a pour sœur et frères : Anna (1795-1835), Mikhaïl (1799-1874, major général), Sergueï (1798-1881), Piotr (1802-1852), Fedor (1807-1867).
Le 30 août 1812, Plaoutine rejoint le régiment équestre de la milice de Kostroma et participe aux batailles du duché de Varsovie, en Silésie, Bohême et Saxe, et aux batailles de Dresde et de Leipzig, il participe au siège de la forteresse du 5 janvier au 6 février 1814 à Magdeburg.
Lors d'un voyage de retour en Russie, le 19 août 1815, il est transféré au régiment de dragons Boris-et-Gleb. Plaoutine ne fait pas longtemps partie de ce régiment : dès le 10 avril 1816, il s'installe au régiment des  hussards de la Garde et attire rapidement l'attention de ses supérieurs.
Le 22 janvier 1818, il est promu lieutenant, le 23 novembre 1819 - aux capitaines d'état-major, le 2 août 1822, il devient adjudant du général de cavalerie Ouvarov, puis, le 27 novembre 1824, il est nommé adjudant de Sa Majesté avec l'abandon[Quoi ?] dans le régiment des hussards de la Garde, le 8 février 1825 promu comme capitaine de cavalerie. L'année suivante le 19 mars, il devient colonel, et le 6 décembre il reçoit l'Ordre de Saint-Vladimir de 4e classe, et, finalement, le 27 avril 1827, il est nommé commandant des hussards du régiment d'Oran[Quoi ?] au début de la campagne turque.
Dans la campagne turque de 1828-1829, il prend une part active avec son régiment et reçoit plusieurs récompenses à l'époque.
Le 31 mai, lors de la bataille de Koulevcha, Plaoutine renversa la cavalerie turque avec une attaque réussie de son régiment et cela contribua beaucoup à la brillante victoire de ce jour-là ; pour cela, il reçoit l'Ordre de Saint-Georges le 5 octobre 1829.
Le 29 mai 1830, Plaoutine pour la campagne de 1828-1829 reçoit un sabre d'or avec l'inscription «Pour le courage».
Au début de la campagne de Pologne, il est envoyé avec un régiment à la frontière galicienne, pour une bataille réussie avec les troupes de Dvernitsky les 6 et 7 avril 1831. Le 25 juin il obtient le grade de général pour ses actions dans la province de Volhynie. Le 11 juillet, il est nommé commandant de la 1re brigade de la 6e division de uhlans, et le 19 décembre, de la 2e brigade de la 3e division de hussards. Ensuite, pour l'attaque réussie (19 août) de la cavalerie polonaise, qui a fait une sortie de la forteresse assiégée de Zamosc, pour la destruction le 24 août d'un détachement de rebelles polonais près du métro[Quoi ?] Yanov, pour la poursuite du corps d'armée de Ramorino du 3 au 6 septembre, et pour d'autres actions de cavalerie, il reçoit le 6 décembre 1833 l'Ordre de Saint-Stanislas de 1ère classe; également à la fin de 1831, Plaoutine reçoit l'insigne Virtuti Militari de 2e classe pour la campagne de Pologne.
En mémoire de sa participation à la campagne de Pologne et de sa surveillance de Kalisz, il reçoit en 1835 l'Ordre prussien de l'Aigle rouge de 2e classe avec une étoile et le grade de major  en Pologne.
Le 25 juin 1839, Plaoutine est nommé commandant des gardes du régiment de hussards et, exactement un mois plus tard, il est nommé commandant de la 2e brigade de la 1re division de cavalerie légère de la Garde impériale. Le 11 avril 1843, Plaoutine est promu lieutenant-général avec la nomination de commandant de la 2e brigade de la division des cuirassiers de la Garde. Le 9 mai 1844, il est nommé chef de la 2e division de cavalerie légère de la Garde impériale et, enfin, le 21 janvier 1849, adjudant général de Sa Majesté. Dans le même temps, il a reçoit plusieurs décorations russes et étrangères: 4 septembre 1837 - l'Ordre de Sainte-Anne de 1ère classe, le 6 décembre 1839 - enseignes en diamant de l'Ordre de Sainte-Anne de 1ère classe, le 6 décembre 1842 - l'Ordre prussien de l'Aigle rouge avec une étoile décorée de diamants, une tabatière décorée de diamants avec un portrait du roi de Prusse et de l'Ordre de Saint-Vladimir de 2e classe, le 6 décembre 1845 - Ordre de l'Aigle blanc.

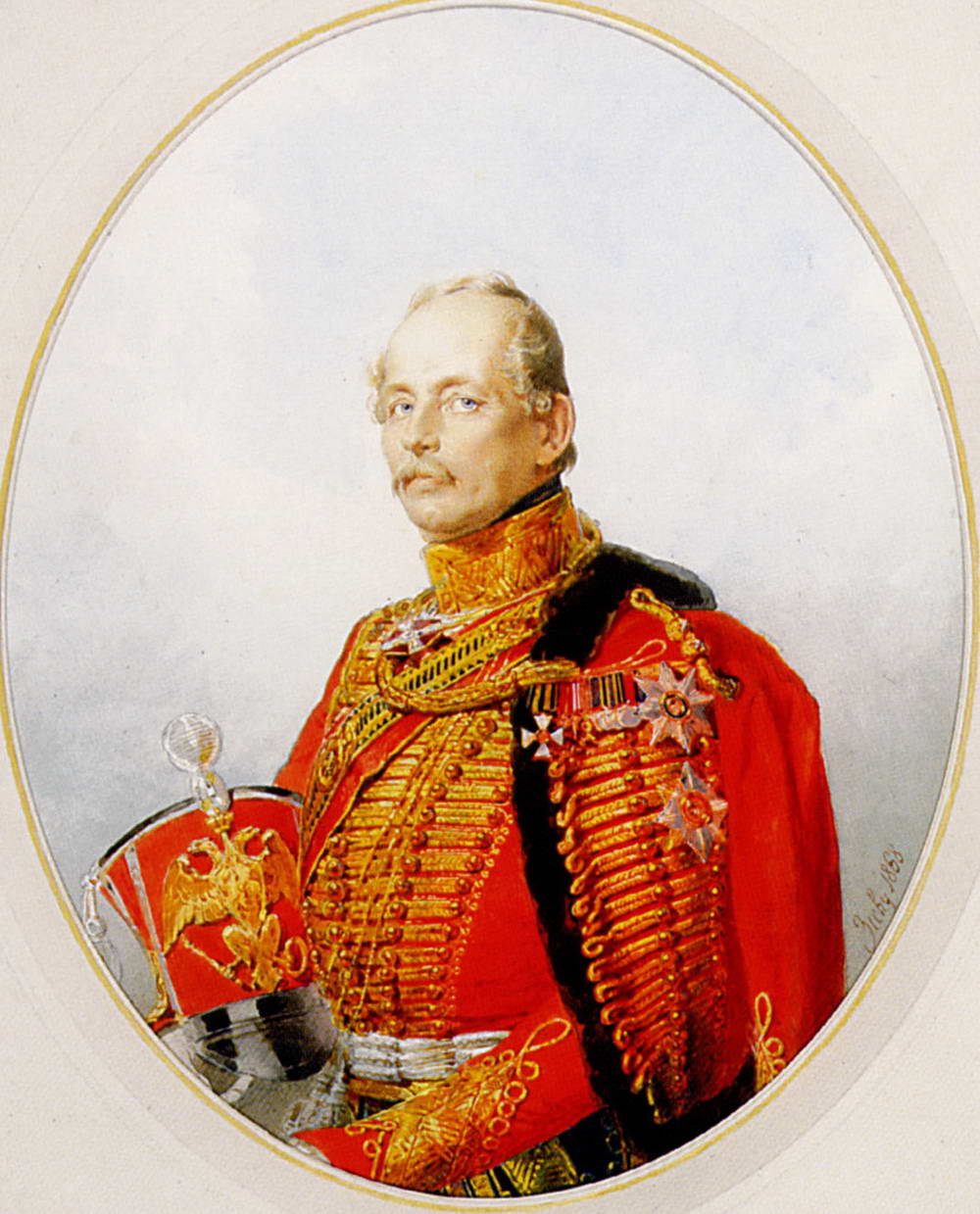
Portrait de M. A. Zichy.

La campagne hongroise de 1849, à laquelle il participe, lui vaut plusieurs triomphes et récompenses: le 5 juillet, il se distingue par la poursuite réussie de l'ennemi de Weizen; le 13 juillet, il prend le  passage  de Tisse vers la ville de Tissa-Fured; le 21 juillet, il vainc l'ennemi à Debrecin et pour cette affaire il reçoit l'Ordre de Saint-Alexandre Nevski. Le 29 juillet, il est décoré de l'Ordre de Saint-Alexandre Nevski. Il obtient également le 25 mai - l'Ordre autrichien de Léopold de 1ère classe; le 25 juillet - l'Ordre prussien de l'Aigle rouge de 1ère classe et l'ordre militaire néerlandais de Guillaume de 3e classe. En 1851, le roi de Wurtemberg fait de lui, en souvenir de sa participation à la campagne de Hongrie, un chevalier de l'Ordre de la Couronne de 1ère classe, et en plus il reçoit une récompense de 500 pièces d'or.
À son retour en Russie, Plaoutine est nommé membre du Comité des blessés le 24 février 1853 et commandant du Corps de grenadiers le 29 novembre 1854. Pendant la guerre de Crimée en 1855, il est avec les troupes à Perekop, puis à Simferopol et à Karassoubazar.
Le 23 juin 1856, Plaoutine est nommé membre et, après avoir été accordé le 26 août de la même année par un général de cavalerie et nommé commandant d'un corps de garde distinct[Quoi ?] le 30 septembre, président de la plus haute commission approuvée pour les améliorations de la section militaire[Quoi ?]. En 1856-1862, Plaoutine a joué un rôle de premier plan en tant que membre puis président de la commission qui a préparé les réformes militaires de Milioutine. Plaoutine est resté le commandant du Corps des gardes jusqu'à sa nomination le 30 août 1862, en tant que membre du Conseil d'État, où il a assisté à des réunions du Département des affaires civiles et spirituelles et de la Commission pour examiner les rapports du ministère de la Guerre, et pendant ce temps, il a reçu plusieurs distinctions, telles que: le 30 août 1857 - des insignes de diamant à l'Ordre de Saint-Alexandre-Nevski; le 26 octobre de la même année - l'Ordre prussien de l'Aigle rouge de 1ère classe avec diamants; le 8 septembre 1859 - l'Ordre de Saint-Vladimir de 1ère classe avec épées; le 8 septembre 1860 - l'Ordre de Peter-Friedrich-Ludwig d'Oldenbourg de 1ère classe, enfin, le 30 août 1862, sous le plus haut rescrit, l'Ordre de Saint-André de 1ère classe; de plus, le 12 avril 1857, Plaoutine reçoit le plus haut[Quoi ?].
En tant que membre du Conseil d'État, Plaoutine a participé à la discussion du projet de réforme des Zemstvos les 14, 16 et 17 décembre 1863 et, entre autres, était l'un des 29 membres qui se sont opposés aux 17 membres restants à la présidence des assemblées provinciales des Zemstvos (pour l'avoir remis aux provinces) au chef de la noblesse, et non à la personne élue par l'assemblée).
Une cardiopathie chronique a rapidement empêché Plaoutine de poursuivre ses activités au Conseil d'État. Il part pour Nice, où il meurt le 24 décembre 1866. Il est enterré dans une église du cimetière de Kazan à Tsarskoïe Selo.

## Famille

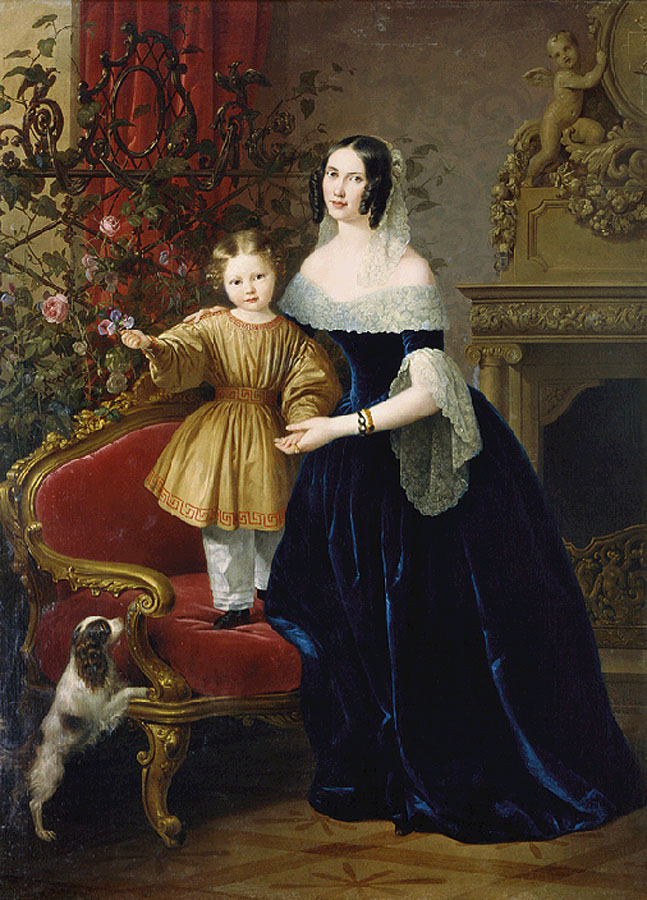
Portrait de Severina Plaoutina, née Kalinowska

Il épouse en 1832 la comtesse Severina Iossifovna Kalinovskaïa (1814–08.06.1852), petite-fille de la célèbre beauté polonaise M.F. Ouvarova ; et fille aînée du général de division de l'armée polonaise, le comte Joseph Severinovitch Kalinovsky (1785-1825), de son mariage avec la riche propriétaire terrienne Emilia Potocka (1790 - après 1857). Après la mort de son père et son deuxième mariage, sa mère a été élevée à l'Institut Catherine de Saint-Pétersbourg, dont elle sort diplômée en 1832 avec un petit chiffre en or. Selon A.N. Wolfe, Severina Kalinovskaïa «a été fiancée à Plaoutine alors qu'elle était encore à l'institut. Outre le fait qu'elle était jolie (riait et était extrêmement drôle en général), elle était aussi très riche. Plaoutine était extrêmement heureux, il a tout réussi à volonté ». Après le mariage, elle a vécu avec son mari dans une maison de la perspective Liteïny.  Elle mourut à l'été 1852 à Nice et fut enterrée à Retovo dans le domaine de sa sœur, Mme Oguinskaïa. En transmettant ses condoléances au général Plaoutine, l'empereur Nicolas lui écrit de sa propre main: «Je pleure sincèrement et sincèrement la mort de la défunte, que j'aimais sincèrement et respectais comme une femme aimable».
Ils ont eu comme descendants:
- Sergueï Nikolaïevitch (1837-1926), lieutenant-général; petit-fils - Nikolaï Sergueïevitch (1868-1918), général de division, était marié à la demoiselle d'honneur de la cour, Maria Mikhaïlovna Raïevskaïa (1872-1942; décédée en Algérie française au cours d'un bombardement).
- Olga Nikolaïevna (1839–1866), demoiselle d'honneur (1857), épouse du colonel V.V. Kanichtchev, commandant de cavalerie (1829–1889).
- Nikolaï Nikolaïevitch (25/06/1845 - 01/08/1845)